# Persone di cognome Anderson
| Questa pagina contiene informazioni ricavate automaticamente dalle voci biografiche con l'ausilio del template Bio e di un bot. L'aggiornamento è periodico e automatico e ricostruisce completamente la pagina. Se manca una persona in questa lista, sei pregato di non aggiungerla, ma accertati piuttosto che la sua voce biografica contenga il template Bio e che i dati anagrafici siano correttamente compilati. Se il template Bio manca, inseriscilo tu stesso o, in alternativa, metti l'avviso {{tmp\|Bio}} che ne segnala la mancanza. Se i dati riportati sono sbagliati, correggi direttamente la voce biografica; le modifiche saranno visibili in questa lista entro pochi giorni. Per chiarimenti vedi il progetto antroponimi. La lista contiene solo le 353 persone che sono citate nell'enciclopedia e per le quali è stato implementato correttamente il template Bio. Pagina aggiornata al 7 ago 2025. |

Questa è una lista di persone presenti nell'enciclopedia che hanno il cognome Anderson, suddivise per attività principale.

## Allenatori di calcio(5)
- Bill Anderson, allenatore di calcio e calciatore inglese (High Westwood, n. 1913 - Radcliffe-on-Trent, † 1986)
- John Anderson, allenatore di calcio e calciatore inglese (Salford, n. 1921 - † 2006)
- Peter Anderson, allenatore di calcio e ex calciatore inglese (Hendon, n. 1949)
- Trevor Anderson, allenatore di calcio e ex calciatore nordirlandese (Belfast, n. 1951)
- Viv Anderson, allenatore di calcio e ex calciatore inglese (Nottingham, n. 1956)

## Allenatori di pallacanestro(2)
- Harold Anderson, allenatore di pallacanestro statunitense (Akron, n. 1902 - Fort Lauderdale, † 1967)
- Tevester Anderson, allenatore di pallacanestro statunitense (Canton, n. 1937)

## Allevatori(1)
- Mary Anderson, allevatore statunitense (Greene County, n. 1866 - Monteagle, † 1953)

## Animatori(1)
- Stephen J. Anderson, animatore e sceneggiatore statunitense (Atlanta, n. 1970)

## Archeologi(1)
- John Anderson, archeologo britannico (n. 1870 - † 1952)

## Architetti(2)
- Joseph Horatio Anderson, architetto statunitense (Annapolis, † 1778)
- Robert Rowand Anderson, architetto scozzese (Forres, n. 1834 - Edimburgo, † 1921)

## Artisti marziali misti(1)
- Corey Anderson, artista marziale misto statunitense (Rockford, n. 1989)

## Assassini(1)
- Jesse Anderson, assassino statunitense (Alton, n. 1957 - Madison, † 1994)

## Astrofisici(1)
- Wilhelm Anderson, astrofisico tedesco (Minsk, n. 1880 - Międzyrzecz, † 1940)

## Astronauti(2)
- Clayton Anderson, ex astronauta statunitense (Omaha, n. 1959)
- Michael Anderson, astronauta statunitense (Plattsburgh, n. 1959 - Texas, † 2003)

## Astronomi(1)
- John August Anderson, astronomo statunitense (Rollag, n. 1876 - Altadena, † 1959)

## Attori(30)
- Anthony Anderson, attore e personaggio televisivo statunitense (Los Angeles, n. 1970)
- Blake Anderson, attore, autore televisivo e doppiatore statunitense (Contea di Sacramento, n. 1984)
- Bradford Anderson, attore statunitense (Meredith, n. 1979)
- Eddie "Rochester" Anderson, attore statunitense (Oakland, n. 1905 - Los Angeles, † 1977)
- Erich Anderson, attore statunitense (Sagamihara, n. 1956 - Los Angeles, † 2024)
- Gilbert M. Anderson, attore, sceneggiatore e regista statunitense (Little Rock, n. 1880 - South Pasadena, † 1971)
- Harry Anderson, attore e cabarettista statunitense (Newport, n. 1952 - Asheville, † 2018)
- Herbert Anderson, attore statunitense (Oakland, n. 1917 - Palm Springs, † 1994)
- Jacob Anderson, attore e cantante britannico (Bristol, n. 1990)
- James Anderson, attore statunitense (Wetumpka, n. 1921 - Billings, † 1969)
- Jamie Anderson, attore statunitense (Rapid City, n. 1989)
- Jeff Anderson, attore e regista statunitense (Long Branch, n. 1970)
- Joe Anderson, attore britannico (Bury, n. 1982)
- John Anderson, attore statunitense (Clayton, n. 1922 - Sherman Oaks, † 1992)
- Kevin Anderson, attore statunitense (Gurnee, n. 1960)
- Larry Anderson, attore statunitense (Minnesota, n. 1952)
- Louie Anderson, attore e comico statunitense (Minneapolis, n. 1953 - Las Vegas, † 2022)
- Michael J. Anderson, attore statunitense (Denver, n. 1953)
- Miles Anderson, attore britannico (Rhodesia Meridionale, n. 1947)
- Mitchell Anderson, attore statunitense (Jamestown, n. 1961)
- Paul Anderson, attore britannico (Londra, n. 1978)
- Richard Dean Anderson, attore statunitense (Minneapolis, n. 1950)
- Richard Anderson, attore statunitense (Long Branch, n. 1926 - Beverly Hills, † 2017)
- Bob Anderson, attore e schermidore britannico (Gosport, n. 1922 - West Sussex, † 2012)
- Robert Anderson, attore danese (Odense, n. 1890 - Los Angeles, † 1963)
- Sam Anderson, attore statunitense (Wahpeton, n. 1947)
- Samuel Anderson, attore britannico (Birmingham, n. 1982)
- Shamier Anderson, attore canadese (Toronto, n. 1991)
- Stanley Anderson, attore statunitense (Billings, n. 1939 - Santa Rosa, † 2018)
- Warner Anderson, attore statunitense (Brooklyn, n. 1911 - Santa Monica, † 1976)

## Attrici(26)
- Loni Anderson, attrice statunitense (Saint Paul, n. 1945 - Los Angeles, † 2025)
- Amber Anderson, attrice e modella britannica (Shepton Mallet, n. 1992)
- Audrey Marie Anderson, attrice e modella statunitense (n. 1975)
- Augusta Anderson, attrice svedese (Oberga, n. 1875 - Santa Monica, † 1951)
- Barbara Anderson, attrice statunitense (New York, n. 1945)
- Claire Anderson, attrice statunitense (Detroit, n. 1891 - Venice, † 1964)
- Daphne Anderson, attrice, ballerina e cantante britannica (Londra, n. 1922 - Chichester, † 2013)
- Donna Anderson, attrice statunitense (Gunnison, n. 1939)
- Dusty Anderson, attrice statunitense (Toledo, n. 1918 - Marbella, † 2007)
- Ella Anderson, attrice, cantante e modella statunitense (Ypsilanti, n. 2005)
- Erika Anderson, attrice e modella statunitense (Tulsa, n. 1963)
- Esther Anderson, attrice, fotografa e regista cinematografica giamaicana (Saint Mary, n. 1945)
- Ever Anderson, attrice e modella statunitense (Los Angeles, n. 2007)
- Gillian Anderson, attrice statunitense (Chicago, n. 1968)
- Hannah Emily Anderson, attrice canadese (Winnipeg, n. 1989)
- Jolene Anderson, attrice e cantante australiana (Kempsey, n. 1980)
- Judith Anderson, attrice australiana (Adelaide, n. 1897 - Santa Barbara, † 1992)
- Leona Anderson, attrice statunitense (St. Louis, n. 1885 - Fremont, † 1973)
- Mary Anderson, attrice statunitense (Birmingham, n. 1918 - Burbank, † 2014)
- Mary Anderson, attrice statunitense (New York, n. 1897 - El Cajon, † 1986)
- Melissa Sue Anderson, attrice statunitense (Berkeley, n. 1962)
- Mignon Anderson, attrice statunitense (Baltimora, n. 1892 - Burbank, † 1983)
- Myrtle Anderson, attrice statunitense (Kingston, n. 1907 - Los Angeles, † 1978)
- Nicole Anderson, attrice statunitense (Rochester, n. 1990)
- Pamela Anderson, attrice, modella e produttrice televisiva canadese (Ladysmith, n. 1967)
- Sondra Locke, attrice e regista statunitense (Shelbyville, n. 1944 - Los Angeles, † 2018)

## Attrici pornografiche(2)
- Juliet Anderson, attrice pornografica e regista statunitense (Burbank, n. 1938 - Berkeley, † 2010)
- Raffaëla Anderson, ex attrice pornografica e scrittrice francese (Montfermeil, n. 1976)

## Aviatori(1)
- Rudolf Anderson, aviatore statunitense (Spartanburg, n. 1927 - Banes, † 1962)

## Bassisti(2)
- Jared Anderson, bassista statunitense (Covington, n. 1974 - † 2006)
- Steve Anderson, bassista, compositore e produttore discografico britannico (Londra, n. 1972)

## Batteristi(1)
- Andy Anderson, batterista inglese (Londra, n. 1951 - † 2019)

## Botanici(2)
- Edward Frederick Anderson, botanico statunitense (Covina, n. 1932 - † 2001)
- Thomas Anderson, botanico, medico e esploratore scozzese (Edimburgo, n. 1832 - Edimburgo, † 1870)

## Calciatori(27)
- Andrew Anderson, calciatore scozzese (Airdrie, n. 1909 - † 1991)
- Bobley Anderson, ex calciatore ivoriano (La Boa, n. 1992)
- Bruce Anderson, calciatore scozzese (Banff, n. 1998)
- Colin Anderson, ex calciatore inglese (Newcastle upon Tyne, n. 1962)
- Djavan Anderson, calciatore surinamese (Amsterdam, n. 1995)
- Elliot Anderson, calciatore inglese (Whitley Bay, n. 2002)
- Garth Anderson, calciatore britannico (n. 1976)
- George Anderson, calciatore inglese (Manchester, n. 1893 - † 1959)
- Juan Anderson, calciatore argentino (Buenos Aires, n. 1872 - Reading, † 1932)
- Jim Anderson, calciatore nordirlandese (Ballymenoch, n. 1906 - † 1966)
- John Christopher Patrick Anderson, ex calciatore irlandese (Dublino, n. 1959)
- John Anderson, calciatore scozzese (Barrhead, n. 1929 - Leicester, † 2001)
- Karoy Anderson, calciatore inglese (Lewisham, n. 2004)
- Kenny Anderson, ex calciatore scozzese (Gorinchem, n. 1992)
- Keshi Anderson, calciatore inglese (Luton, n. 1995)
- Max Anderson, calciatore scozzese (n. 2001)
- Mikael Anderson, calciatore islandese (Reykjavík, n. 1998)
- Oalex Anderson, calciatore sanvincentino (Barrouallie, n. 1995)
- Paul Anderson, ex calciatore inglese (Melton Mowbray, n. 1988)
- Reynaldo Anderson, ex calciatore panamense (Colón, n. 1986)
- Rupert Anderson, calciatore inglese (Liverpool, n. 1859 - Stafford, † 1944)
- Russell Anderson, ex calciatore scozzese (Aberdeen, n. 1978)
- Stan Anderson, calciatore e allenatore di calcio inglese (Horden, n. 1933 - † 2018)
- Steven Anderson, calciatore scozzese (Edimburgo, n. 1985)
- Terry Anderson, calciatore inglese (Woking, n. 1944 - Great Yarmouth, † 1980)
- William John Anderson, ex calciatore inglese (Liverpool, n. 1947)
- Zac Anderson, ex calciatore australiano (Ayr, n. 1991)

## Canoisti(1)
- Finn Anderson, canoista neozelandese (n. 2002)

## Canottiere(1)
- Lola Anderson, canottiera britannica (Richmond upon Thames, n. 1998)

## Cantanti(13)
- Angry Anderson, cantante, attore e conduttore televisivo australiano (Melbourne, n. 1947)
- Anderson Paak, cantante, rapper e batterista statunitense (Oxnard, n. 1986)
- Brett Anderson, cantante britannico (Haywards Heath, n. 1967)
- Carl Anderson, cantante e attore statunitense (Lynchburg, n. 1945 - Los Angeles, † 2004)
- Ernestine Anderson, cantante statunitense (Houston, n. 1928 - Shoreline, † 2016)
- G.G. Anderson, cantante, compositore e paroliere tedesco (Eschwege, n. 1949)
- Gary U.S. Bonds, cantante statunitense (Jacksonville, n. 1939)
- Ivie Anderson, cantante statunitense (Gilroy, n. 1904 - Los Angeles, † 1949)
- Liz Anderson, cantante statunitense (Roseau, n. 1930 - Nashville, † 2011)
- Lynn Anderson, cantante statunitense (Grand Forks, n. 1947 - Nashville, † 2015)
- Pink Anderson, cantante e chitarrista statunitense (Laurens, n. 1900 - Spartanburg, † 1974)
- Sean Kingston, cantante giamaicano (Miami, n. 1990)
- Rita Marley, cantante giamaicana (Santiago di Cuba, n. 1946)

## Cantautori(3)
- Jon Anderson, cantautore e polistrumentista britannico (Accrington, n. 1944)
- John Anderson, cantautore statunitense (Apopka, n. 1954)
- King Creosote, cantautore e chitarrista scozzese (Fife, n. 1967)

## Cantautrici(4)
- Erika M. Anderson, cantautrice statunitense (Dakota del Sud, n. 1982)
- Lyrica Anderson, cantautrice, paroliera e personaggio televisivo statunitense (n. 1988)
- Sunshine Anderson, cantautrice statunitense (Greenville, n. 1974)
- Joni Mitchell, cantautrice e pittrice canadese (Fort Macleod, n. 1943)

## Cavalieri(1)
- Charles Anderson, cavaliere statunitense (n. 1914 - † 1993)

## Cestiste(9)
- Alex Anderson, ex cestista statunitense (Stone Mountain, n. 1986)
- Ambrosia Anderson, cestista statunitense (Colorado Springs, n. 1984)
- Chantelle Anderson, ex cestista e allenatrice di pallacanestro statunitense (Loma Linda, n. 1981)
- Jolene Anderson, cestista statunitense (Port Wing, n. 1986)
- Keisha Anderson, ex cestista statunitense (Racine, n. 1974)
- Merike Anderson, cestista estone (Tartu, n. 1981)
- Rose Anderson, ex cestista britannica (Edimburgo, n. 1988)
- Yvonne Anderson, cestista statunitense (Springdale, n. 1990)
- Wendy Laidlaw, ex cestista australiana (Sydney, n. 1959)

## Cestisti(40)
- Andy Anderson, cestista statunitense (Buffalo, n. 1945 - Tallahassee, † 2019)
- Art Anderson, cestista statunitense (Chicago, n. 1916 - Cleveland, † 1983)
- Cadillac Anderson, ex cestista statunitense (Houston, n. 1964)
- Cliff Anderson, cestista statunitense (Filadelfia, n. 1944 - † 2021)
- Dan Anderson, ex cestista statunitense (Minneapolis, n. 1943)
- Dan Anderson, ex cestista statunitense (Torrance, n. 1951)
- Eric Anderson, cestista statunitense (Chicago, n. 1970 - Carmel, † 2018)
- Gene Anderson, cestista statunitense (Crothersville, n. 1917 - Franklin, † 1999)
- J.J. Anderson, ex cestista e allenatore di pallacanestro statunitense (Springfield, n. 1960)
- Kenny Anderson, ex cestista e allenatore di pallacanestro statunitense (Queens, n. 1970)
- Kim Anderson, ex cestista e allenatore di pallacanestro statunitense (Sedalia, n. 1955)
- Mike Anderson, ex cestista statunitense (Virginia Beach, n. 1986)
- Mike Anderson, ex cestista e allenatore di pallacanestro statunitense (Birmingham, n. 1959)
- Nick Anderson, ex cestista statunitense (Chicago, n. 1968)
- Ron Anderson, ex cestista e allenatore di pallacanestro statunitense (Chicago, n. 1958)
- Ryan Anderson, ex cestista statunitense (Sacramento, n. 1988)
- Alan Anderson, ex cestista statunitense (Minneapolis, n. 1982)
- Antonio Anderson, ex cestista e allenatore di pallacanestro statunitense (Lynn, n. 1985)
- Derek Anderson, ex cestista statunitense (Louisville, n. 1974)
- Dwight Anderson, cestista statunitense (Dayton, n. 1960 - Dayton, † 2020)
- Eric Anderson, cestista statunitense (Newark, n. 1993)
- Jamell Anderson, cestista britannico (Nottingham, n. 1990)
- James Anderson, cestista statunitense (Junction City, n. 1989)
- Jerime Anderson, cestista statunitense (Anaheim, n. 1989)
- Jermaine Anderson, ex cestista e dirigente sportivo canadese (Toronto, n. 1983)
- Jerome Anderson, cestista e allenatore di pallacanestro statunitense (Mullens, n. 1953 - Helsingborg, † 2009)
- Justin Anderson, cestista statunitense (Montross, n. 1993)
- Karvel Anderson, cestista statunitense (Elkhart, n. 1991)
- Kevin Anderson, ex cestista e allenatore di pallacanestro statunitense (Dallas, n. 1988)
- Kyan Anderson, cestista statunitense (Fort Worth, n. 1992)
- Kyle Anderson, cestista statunitense (New York, n. 1993)
- La'Shard Anderson, ex cestista statunitense (San Diego, n. 1989)
- Michael Anderson, ex cestista statunitense (Filadelfia, n. 1966)
- Rashad Anderson, ex cestista statunitense (Lakeland, n. 1983)
- Richard Anderson, ex cestista statunitense (San Pedro, n. 1960)
- Richard Anderson, ex cestista canadese (Ottawa, n. 1977)
- Ron Anderson, cestista statunitense (Voorhees, n. 1989)
- Ryan Anderson, ex cestista statunitense (Long Beach, n. 1992)
- Shandon Anderson, ex cestista statunitense (Atlanta, n. 1973)
- TeJay Anderson, ex cestista e allenatore di pallacanestro statunitense (Dorchester, n. 1981)

## Chimici(2)
- Rudolph John Anderson, chimico svedese (Härna, n. 1879 - † 1961)
- Thomas Anderson, chimico inglese (n. 1819 - † 1874)

## Chirurghi(1)
- Alexander Anderson, chirurgo e botanico scozzese (Aberdeen, n. 1748 - isola di Saint Vincent - Caraibi, † 1811)

## Chitarristi(1)
- Rusty Anderson, chitarrista statunitense (La Habra, n. 1959)

## Ciclisti su strada(1)
- Phil Anderson, ex ciclista su strada e dirigente sportivo australiano (Londra, n. 1958)

## Compositori(1)
- Leroy Anderson, compositore statunitense (Cambridge, n. 1908 - Woodbury, † 1975)

## Compositori di scacchi(1)
- Gerald Frank Anderson, compositore di scacchi e diplomatico britannico (Newcastle, n. 1898 - Hove, † 1983)

## Contrabbassisti(1)
- Reid Anderson, contrabbassista e compositore statunitense (Minneapolis, n. 1970)

## Contralti(1)
- Marian Anderson, contralto statunitense (Filadelfia, n. 1897 - Portland, † 1993)

## Crickettisti(1)
- William Anderson, crickettista britannico (Edimburgo, n. 1859 - Edimburgo, † 1943)

## Criminali(2)
- Orlando Anderson, criminale statunitense (Los Angeles, n. 1974 - Compton, † 1998)
- William T. Anderson, criminale statunitense (n. 1839 - Albany, † 1864)

## Critici letterari(1)
- Eric Anderson, critico letterario scozzese (Edimburgo, n. 1936 - † 2020)

## Direttori artistici(1)
- Ken Anderson, direttore artistico, sceneggiatore e disegnatore statunitense (Seattle, n. 1909 - La Cañada Flintridge, † 1993)

## Dirigenti sportivi(1)
- Karl Anderson, dirigente sportivo e ex sciatore alpino statunitense (Lewiston, n. 1953)

## Discoboli(1)
- John Anderson, discobolo statunitense (Cincinnati, n. 1907 - Naknek, † 1948)

## Economisti(1)
- William L. Anderson, economista statunitense

## Fisici(2)
- Carl David Anderson, fisico statunitense (New York, n. 1905 - San Marino, † 1991)
- Philip Warren Anderson, fisico statunitense (Indianapolis, n. 1923 - Princeton, † 2020)

## Fotografi(1)
- Domenico Anderson, fotografo italiano (Roma, n. 1854 - Roma, † 1938)

## Fumettisti(3)
- Brad Anderson, fumettista statunitense (Jamestown, n. 1924 - † 2015)
- Murphy Anderson, fumettista statunitense (Asheville, n. 1926 - † 2015)
- Paul Anderson, fumettista statunitense (San Fernando)

## Generali(2)
- Kenneth Arthur Noel Anderson, generale britannico (Madras, n. 1891 - Gibilterra, † 1959)
- Robert Anderson, generale statunitense (Louisville, n. 1805 - Nizza, † 1871)

## Geologi(1)
- Don L. Anderson, geologo statunitense (Frederick, n. 1933 - Cambria, † 2014)

## Gesuiti(1)
- Patrick Anderson, gesuita scozzese (Elgin, n. 1575 - Londra, † 1624)

## Giocatori di baseball(3)
- Sparky Anderson, giocatore di baseball e allenatore di baseball statunitense (Bridgewater, n. 1934 - Thousand Oaks, † 2010)
- Tim Anderson, giocatore di baseball statunitense (Tuscaloosa, n. 1993)
- Tyler Anderson, giocatore di baseball statunitense (Las Vegas, n. 1989)

## Giocatori di football americano(24)
- Benjamin Anderson, giocatore di football americano statunitense (n. 1992 - Hot Springs, † 2022)
- Neal Anderson, ex giocatore di football americano statunitense (Dothan, n. 1964)
- C.J. Anderson, ex giocatore di football americano statunitense (Vallejo, n. 1991)
- Derek Anderson, ex giocatore di football americano statunitense (Scappoose, n. 1983)
- Eddie Anderson, ex giocatore di football americano statunitense (Warner Robins, n. 1963)
- Donny Anderson, ex giocatore di football americano statunitense (Borger, n. 1943)
- Gary Anderson, ex giocatore di football americano sudafricano (Parys, n. 1959)
- Gary Anderson, ex giocatore di football americano statunitense (Columbia, n. 1961)
- Henry Anderson, giocatore di football americano statunitense (Atlanta, n. 1992)
- Jack Anderson, giocatore di football americano statunitense (Plano, n. 1998)
- Jamaal Anderson, ex giocatore di football americano statunitense (Little Rock, n. 1986)
- Jamal Anderson, ex giocatore di football americano statunitense (Newark, n. 1972)
- Ken Anderson, ex giocatore di football americano statunitense (Batavia, n. 1949)
- Max Anderson, ex giocatore di football americano statunitense (Stockton, n. 1945)
- Mike Anderson, ex giocatore di football americano statunitense (Winnsboro, n. 1973)
- Ryan Anderson, giocatore di football americano statunitense (Daphne, n. 1994)
- Ottis Anderson, ex giocatore di football americano statunitense (West Palm Beach, n. 1957)
- Peter Anderson, giocatore di football americano statunitense (Aurora)
- Rashard Anderson, giocatore di football americano statunitense (Forest, n. 1977 - † 2022)
- John Anderson, ex giocatore di football americano statunitense (Waukesha, n. 1956)
- Spencer Anderson, giocatore di football americano statunitense (Bowie, n. 2000)
- Flipper Anderson, ex giocatore di football americano statunitense (Paulsboro, n. 1965)
- Willie Anderson, ex giocatore di football americano statunitense (Mobile, n. 1975)
- Zayne Anderson, giocatore di football americano statunitense (Stansbury Park, n. 1997)

## Giocatori di freccette(1)
- Gary Anderson, giocatore di freccette scozzese (Musselburgh, n. 1970)

## Giornaliste(1)
- Becky Anderson, giornalista e conduttrice televisiva inglese (Inghilterra, n. 1967)

## Giornalisti(1)
- John Anderson, giornalista statunitense (Green Bay, n. 1965)

## Giuristi(1)
- Edmund Anderson, giurista inglese (Broughton, n. 1530 - Londra, † 1605)

## Hockeisti su ghiaccio(4)
- Craig Anderson, ex hockeista su ghiaccio statunitense (Park Ridge, n. 1981)
- Glenn Anderson, ex hockeista su ghiaccio canadese (Vancouver, n. 1960)
- Ty Anderson, hockeista su ghiaccio statunitense (Fredrikstad, n. 1908 - Lynn, † 1989)
- William Anderson, hockeista su ghiaccio britannico (Nantwich, n. 1901 - Birkenhead, † 1983)

## Illusionisti(1)
- John Henry Anderson, illusionista britannico (Aberdeen, n. 1814 - Darlington, † 1874)

## Illustratori(1)
- Scoular Anderson, illustratore britannico (Sunderland, n. 1946)

## Illustratrici(1)
- Anne Anderson, illustratrice scozzese (n. 1874 - † 1952)

## Imprenditori(3)
- Chris Anderson, imprenditore britannico (n. 1957)
- Stig Anderson, imprenditore svedese (Hova, n. 1931 - Stoccolma, † 1997)
- Tom Anderson, imprenditore statunitense (San Diego, n. 1970)

## Incisori(1)
- Alexander Anderson, incisore, illustratore e medico statunitense (New York, n. 1775 - Jersey City, † 1870)

## Insegnanti(1)
- Mary Annette Anderson, docente statunitense (Shoreham, n. 1874 - Shoreham, † 1922)

## Inventori(1)
- Robert Anderson, inventore scozzese

## Linguisti(1)
- Nikolai Anderson, linguista e filologo tedesco (Kulina, n. 1845 - Narva, † 1905)

## Matematici(1)
- Alexander Anderson, matematico scozzese (Aberdeen - Parigi)

## Medici(2)
- Louisa Garrett Anderson, medico e chirurgo britannica (Aldeburgh, n. 1873 - Brighton, † 1943)
- William French Anderson, medico statunitense (Tulsa, n. 1936)

## Mezzofondisti(1)
- John Anderson, ex mezzofondista britannico (n. 1936)

## Militari(1)
- Richard Heron Anderson, militare statunitense (Contea di Sumter, n. 1821 - Beaufort, † 1879)

## Mineralogisti(1)
- Charles Alfred Anderson, mineralogista statunitense (Bloomington, n. 1902 - Pomona, † 1990)

## Modelle(1)
- Leomie Anderson, supermodella britannica (Wandsworth, n. 1993)

## Montatori(1)
- William M. Anderson, montatore nordirlandese (Belfast, n. 1948 - Los Angeles, † 2022)

## Nuotatrici(4)
- Alyssa Anderson, nuotatrice statunitense (Santa Clara, n. 1990)
- Freya Anderson, nuotatrice britannica (Birkenhead, n. 2001)
- Haley Anderson, nuotatrice statunitense (Santa Clara, n. 1991)
- Iona Anderson, nuotatrice australiana (n. 2005)

## Ostacoliste(1)
- Britany Anderson, ostacolista giamaicana (n. 2001)

## Ostacolisti(1)
- Steve Anderson, ostacolista statunitense (n. 1906 - † 1988)

## Pallavolisti(1)
- Matthew Anderson, pallavolista statunitense (Buffalo, n. 1987)

## Performance artist(1)
- Laurie Anderson, performance artist, musicista e cantante statunitense (Chicago, n. 1947)

## Pianiste(1)
- Lucy Anderson, pianista inglese (Bath, n. 1797 - Londra, † 1878)

## Piloti motociclistici(3)
- Cassidy Anderson, pilota motociclistico statunitense (Provo, n. 1979)
- Fergus Anderson, pilota motociclistico britannico (Croydon, n. 1909 - Floreffe, † 1956)
- Hugh Anderson, pilota motociclistico neozelandese (Hamilton, n. 1936)

## Pistard(2)
- Gary Anderson, ex pistard neozelandese (Londra, n. 1967)
- William Anderson, pistard canadese (Toronto, n. 1888 - Boston, † 1928)

## Polistrumentisti(1)
- Ian Anderson, polistrumentista, compositore e cantautore britannico (Dunfermline, n. 1947)

## Politiche(3)
- Christine Anderson, politica tedesca (Eschwege, n. 1968)
- Lucy Anderson, politica britannica (Silchester, n. 1965)
- Martina Anderson, politica irlandese (Bogside, n. 1962)

## Politici(8)
- Clyde Elmer Anderson, politico statunitense (Brainerd, n. 1916 - Brainerd, † 1998)
- Elmer L. Andersen, politico statunitense (Chicago, n. 1904 - Minneapolis, † 2004)
- Glenn M. Anderson, politico statunitense (Hawthorne, n. 1913 - Los Angeles, † 1994)
- Kenneth Lewis Anderson, politico statunitense (Hillsborough, n. 1805 - † 1845)
- Massimo Anderson, politico italiano (Roma, n. 1934 - Roma, † 2021)
- Dick Anderson, politico e ex giocatore di football americano statunitense (Midland, n. 1946)
- Robert Bernard Anderson, politico statunitense (Burleson, n. 1910 - New York, † 1989)
- Wendell Anderson, politico e hockeista su ghiaccio statunitense (Saint Paul, n. 1933 - Saint Paul, † 2016)

## Produttori cinematografici(1)
- Bruce Anderson, produttore cinematografico statunitense

## Produttrici cinematografiche(1)
- Darla K. Anderson, produttrice cinematografica statunitense (Glendale, n. 1962)

## Rapper(2)
- Prof, rapper statunitense (Minneapolis, n. 1984)
- Big Sean, rapper statunitense (Santa Monica, n. 1988)

## Registi(7)
- Brad Anderson, regista, sceneggiatore e produttore cinematografico statunitense (Madison, n. 1964)
- Gerry Anderson, regista, sceneggiatore e produttore televisivo britannico (Londra, n. 1929 - Henley-on-Thames, † 2012)
- Lindsay Anderson, regista britannico (Bangalore, n. 1923 - Angoulême, † 1994)
- Michael Anderson, regista britannico (Londra, n. 1920 - Vancouver, † 2018)
- Paul Thomas Anderson, regista, sceneggiatore e produttore cinematografico statunitense (Los Angeles, n. 1970)
- Paul W. S. Anderson, regista, sceneggiatore e produttore cinematografico britannico (Newcastle upon Tyne, n. 1965)
- Wes Anderson, regista, sceneggiatore e produttore cinematografico statunitense (Houston, n. 1969)

## Religiosi(2)
- James Anderson, religioso scozzese (Aberdeen, n. 1679 - Londra, † 1739)
- Lionel Anderson, religioso inglese (Lincoln, n. 1620 - Londra, † 1710)

## Rugbisti a 15(1)
- Albert Anderson, ex rugbista a 15 neozelandese (Christchurch, n. 1961)

## Saggisti(1)
- Chris Anderson, saggista e giornalista statunitense (Londra, n. 1961)

## Scacchisti(1)
- Frank Anderson, scacchista canadese (Edmonton, n. 1928 - San Diego, † 1980)

## Sceneggiatori(1)
- Robert Anderson, sceneggiatore, scrittore e produttore teatrale statunitense (Manhattan, n. 1917 - Manhattan, † 2009)

## Sceneggiatrici(1)
- Jane Anderson, sceneggiatrice, regista e attrice statunitense (California, n. 1954)

## Scenografi(1)
- Roland Anderson, scenografo statunitense (Boston, n. 1903 - Los Angeles, † 1989)

## Sciatori alpini(2)
- David Anderson, ex sciatore alpino canadese (Rossland, n. 1979)
- Verne Anderson, sciatore alpino e allenatore di sci alpino canadese (Nelson, n. 1937 - Boulder, † 1983)

## Scrittori(11)
- Sascha Anderson, scrittore e editore tedesco (Weimar, n. 1953)
- Douglas A. Anderson, scrittore e editore statunitense (Valparaiso, n. 1959)
- Edward Anderson, scrittore statunitense (Weatherford, n. 1905 - Brownsville, † 1969)
- Eric Chase Anderson, scrittore, illustratore e designer statunitense (Houston, n. 1972)
- Maxwell Anderson, scrittore statunitense (Atlantic, n. 1888 - Stamford, † 1959)
- Kenneth Anderson, scrittore indiano (Bollaram, n. 1910 - Bangalore, † 1974)
- Kent Anderson, scrittore e sceneggiatore statunitense (Carolina del Nord, n. 1945)
- M.T. Anderson, scrittore statunitense (Cambridge, n. 1968)
- Poul Anderson, scrittore statunitense (Bristol, n. 1926 - Orinda, † 2001)
- Sherwood Anderson, scrittore statunitense (Camden, n. 1876 - Panama, † 1941)
- Walter Anderson, scrittore tedesco (Minsk, n. 1885 - Kiel, † 1962)

## Scrittori di fantascienza(1)
- Kevin J. Anderson, autore di fantascienza statunitense (Racine, n. 1962)

## Scrittrici(2)
- Jessica Anderson, scrittrice australiana (Gayndah, n. 1916 - Elizabeth Bay, † 2010)
- Lin Anderson, scrittrice e sceneggiatrice britannica (Greenock)

## Snowboarder(1)
- Jamie Anderson, snowboarder statunitense (South Lake Tahoe, n. 1990)

## Sollevatori(1)
- Paul Anderson, sollevatore, strongman e powerlifter statunitense (Toccoa, n. 1932 - Vidalia, † 1994)

## Soprani(1)
- June Anderson, soprano statunitense (Boston, n. 1952)

## Statistici(3)
- Oskar Anderson, statistico tedesco (Minsk, n. 1887 - Monaco di Baviera, † 1960)
- Richard L. Anderson, statistico statunitense (North Liberty, n. 1915 - Lexington, † 2003)
- Theodore Wilbur Anderson, statistico statunitense (Minneapolis, n. 1918 - Stanford, † 2016)

## Stilisti(1)
- Jonathan Anderson, stilista nordirlandese (Magherafelt, n. 1984)

## Storici(2)
- Alan Orr Anderson, storico scozzese (n. 1879 - † 1958)
- Perry Anderson, storico, sociologo e saggista britannico (Londra, n. 1938)

## Tenniste(1)
- Robin Anderson, tennista statunitense (Long Branch, n. 1993)

## Tennisti(4)
- James Anderson, tennista australiano (Enfield, n. 1894 - Gosford, † 1973)
- Johan Anderson, ex tennista australiano (Västerås, n. 1971)
- Kevin Anderson, tennista sudafricano (Johannesburg, n. 1986)
- Malcolm Anderson, ex tennista australiano (Theodore, n. 1935)

## Trombettisti(1)
- Buddy Anderson, trombettista statunitense (Oklahoma City, n. 1919 - Kansas City, † 1997)

## Truccatori(1)
- David LeRoy Anderson, truccatore statunitense (Los Angeles)

## Tuffatori(1)
- Miller Anderson, tuffatore e militare statunitense (Chicago, n. 1922 - Columbus, † 1965)

## Velociste(2)
- Alexandria Anderson, velocista statunitense (Chicago, n. 1987)
- Andrea Anderson, ex velocista statunitense (Harbor City, n. 1977)

## Velocisti(1)
- Marvin Anderson, velocista giamaicano (n. 1982)

## Viaggiatori(1)
- Carl Johan Anderson, viaggiatore svedese (Norra Råda, n. 1828 - Africa subsahariana, † 1867)

## Wrestler(3)
- Gene Anderson, wrestler statunitense (Saint Paul, n. 1939 - Huntersville, † 1991)
- Ken Anderson, wrestler statunitense (Two Rivers, n. 1976)
- Cheerleader Melissa, wrestler statunitense (Los Angeles, n. 1982)

## Zoologi(1)
- John Anderson, zoologo britannico (Edimburgo, n. 1833 - Buxton, † 1900)

## Senza attività specificata(6)
- Anna Anderson, polacca (Borowy Las, n. 1896 - Charlottesville, † 1984)
- Elizabeth Garrett Anderson, medica, attivista e politica britannica (Whitechapel, n. 1836 - † 1917)
- Gary Anderson, ex tiratore a segno statunitense (Holdrege, n. 1939)
- Jasey Jay Anderson, ex snowboarder canadese (Montréal, n. 1975)
- Reid Anderson, ex ballerino e direttore artistico canadese (New Westminster, n. 1949)
- Richard L. Anderson, tecnico del suono statunitense